# Griazi
Griazi – miasto w Rosji, w obwodzie lipieckim. W 2010 roku liczyło 46 807 mieszkańców.